# ألفار
بلدية الفخَّار أو (نقحرة: ألفار) (بالإسبانية: Alfar) هي بلدية تقع في مقاطعة جرندة التابعة لمنطقة قطلونية شمال شرق إسبانيا.

## الديموغرافيا
بلغ عدد سكان بلدية الفخَّار 555 نسمة عام 2011 (وفقاً للمعهد الوطني الإسباني للإحصاء).
| 402 | 386 | 397 | 448 | 510 | 587 | 555 |